# Редиу (Бара)
Редиу (рум. Rediu) насеље је у Румунији у округу Њамц у општини Бара. Oпштина се налази на надморској висини од 213 m.

## Становништво
Према подацима из 2011. године у насељу је живело 866 становника.